# Echinorhynchus cestodicola
Echinorhynchus cestodicola är en hakmaskart som beskrevs av Otto Friedrich Bernhard von Linstow 1905. Echinorhynchus cestodicola ingår i släktet Echinorhynchus och familjen Echinorhynchidae. Inga underarter finns listade i Catalogue of Life.